# Elassoma gilberti
Elassoma gilberti is een straalvinnige vissensoort uit de familie van de dwergzonnebaarzen (Elassomatidae). De wetenschappelijke naam van de soort is voor het eerst geldig gepubliceerd in 2009 door Snelson, Krabbenhoft & Quattro.